# Club ABB
El Club Academia del Balompié Boliviano, más conocido por sus siglas ABB, es un club de fútbol boliviano de la ciudad de La Paz . Fue fundado el 28 de junio de 1985 y desde 2025 jugará en la Primera División de Bolivia por primera vez en su historia, luego de obtener la Copa Simón Bolívar 2024.

## Historia

### Fundación: 1985
Los orígenes del ABB se remontan al año 1985, cuando funcionarios del Banco do Brasil decidieron fundar el 28 de junio de ese año la Asociación Atlética Banco do Brasil (AABB). Posteriormente el banco cerró sus oficinas en La Paz, trasladando sus actividades a Santa Cruz de la Sierra y se modificó el nombre de la institución por Academia del Balompié Boliviano (ABB).
El club se afilió a la Asociación de Fútbol de La Paz participando inicialmente del escalón más bajo, la categoría juvenil, hasta lograr su ascenso a la Primera "A" en 2004.
Durante 2004 y 2005 cumplió buenas campañas, clasificaciones a la Copa Simón Bolívar en la que avanzó hasta las semifinales, siendo eliminado por Destroyers y Guabirá.

### Temporada 2024: ascenso a Primera División
Para la temporada 2024 y tras su clasificación a la Copa Simón Bolívar 2024 llegó un proyecto futbolístico de la mano de un nuevo patrocinador y un acuerdo de cesión de jugadores con Always Ready. El club obtuvo el primer lugar de su grupo en la fase nacional, en octavos de final eliminó cómodamente a Stormers por un global de 12-1. En cuartos de final se impuso a Ciudad Nueva Santa Cruz Academia FC por un global de 4-2. Como semifinalista del torneo superó a Alianza Beni con un resultado global de 9-3. En la final enfrentó a Totora Real Oruro y tras perder en la ida 0-2 y vencer en la vuelta 3-0 consiguió el ascenso a la Primera División por primera vez en su historia.

## Uniforme
- Uniforme titular: Camiseta amarilla, pantalón azul y medias blancas.
- Uniforme alternativo: Camiseta azul, pantalón y medias blancas.

## Datos del club
- Fundación: 27 de junio de 1985
- Temporadas en Primera División: 1 (2025-)
- Debut en Primera División: 29 de marzo de 2025, ABB 2 - 0 San Antonio Bulo Bulo.

## Jugadores

### Plantilla 2025
- Los equipos bolivianos están limitados por la FBF a tener en su plantilla de primera división un máximo de seis futbolistas extranjeros.
- Por disposición de la FBF, se debe considerar la participación obligatoria de un futbolista de la categoría sub-20 y otro de la categoría sub-23 por partido.

### Altas y bajas 2025
| Altas            |               |               |          |      |
| Futbolista       | Posición      | Procedencia   | Tipo     | Ref. |
| Segundo Semestre |               |               |          |      |
| Enrique Taborga  | Defensa       | Always Ready  | Préstamo |      |
| Renan Terrazas   | Mediocampista | Always Ready  | Préstamo |      |
| Jairo Rojas      | Delantero     | Always Ready  | Préstamo |      |
| Pedro Siles      | Mediocampista | Real Tomayapo | Libre    |      |
| Percy Loza       | Mediocampista | Always Ready  | Préstamo |      |
| Axel Salazar     | Delantero     | Always Ready  | Préstamo |      |

| Bajas            |               |                      |                       |      |
| Futbolista       | Posición      | Destino              | Tipo                  | Ref. |
| Segundo Semestre |               |                      |                       |      |
| Kevin Romay      | Mediocampista | Always Ready         | Fin de contrato       |      |
| Pablo Godoy      | Entrenador    | Nacional Potosí      | Rescisión de contrato |      |
| Jenry Alaca      | Defensa       | Retiro               |                       |      |
| Emanuel Paniagua | Delantero     | Always Ready         | Fin de préstamo       |      |
| Marco Salazar    | Mediocampista | Always Ready         | Fin de préstamo       |      |
| Paulo Henrique   | Delantero     | Bangladesh Police FC | Rescisión de contrato |      |
| Leonardo Vaca    | Delantero     | CDT Real Oruro       | Fin de contrato       |      |

## Entrenadores

### Cronología
| Entrenador         | Período       |
| ------------------ | ------------- |
| Luis Mollinedo     | 2013-2021     |
| Guillermo Gonzáles | 2021          |
| Julio Quinteros    | 2024          |
| David Condori      | 2024          |
| Julio Quinteros    | 2024          |
| Pablo Godoy        | 2025-presente |

## Palmarés

### Torneos nacionales
| Competición                 | Títulos | Subtítulos |
| --------------------------- | ------- | ---------- |
| Campeonato de Ascenso (1)   | 2024.   |            |
| Copa Bolivia de Ascenso (1) | 2013.   |            |

### Torneos regionales
| Competición                         | Títulos     | Subtítulos              |
| ----------------------------------- | ----------- | ----------------------- |
| Campeonato Paceño (2/4)             | 2008, 2011. | 2004, 2005, 2010, 2012. |
| Campeonato de Segunda Categoría (1) | 2002.       | 2014/15.                |
| Campeonato de Tercera Categoría (1) | 2001.       |                         |